# فيليب روسو
فيليب روسو (بالفرنسية: Philippe Rousseau)‏ هو رسام فرنسي، ولد في 22 فبراير 1816 في باريس في فرنسا، وتوفي في 5 ديسمبر 1887 في Acquigny ‏ في فرنسا.

## معرض صور

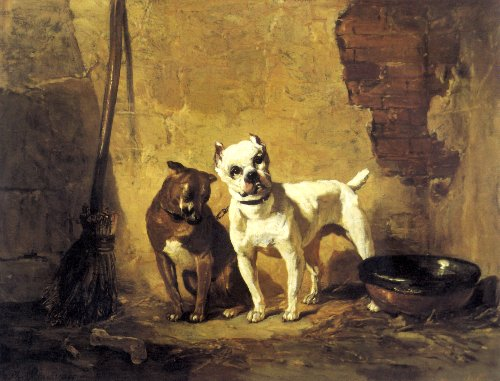
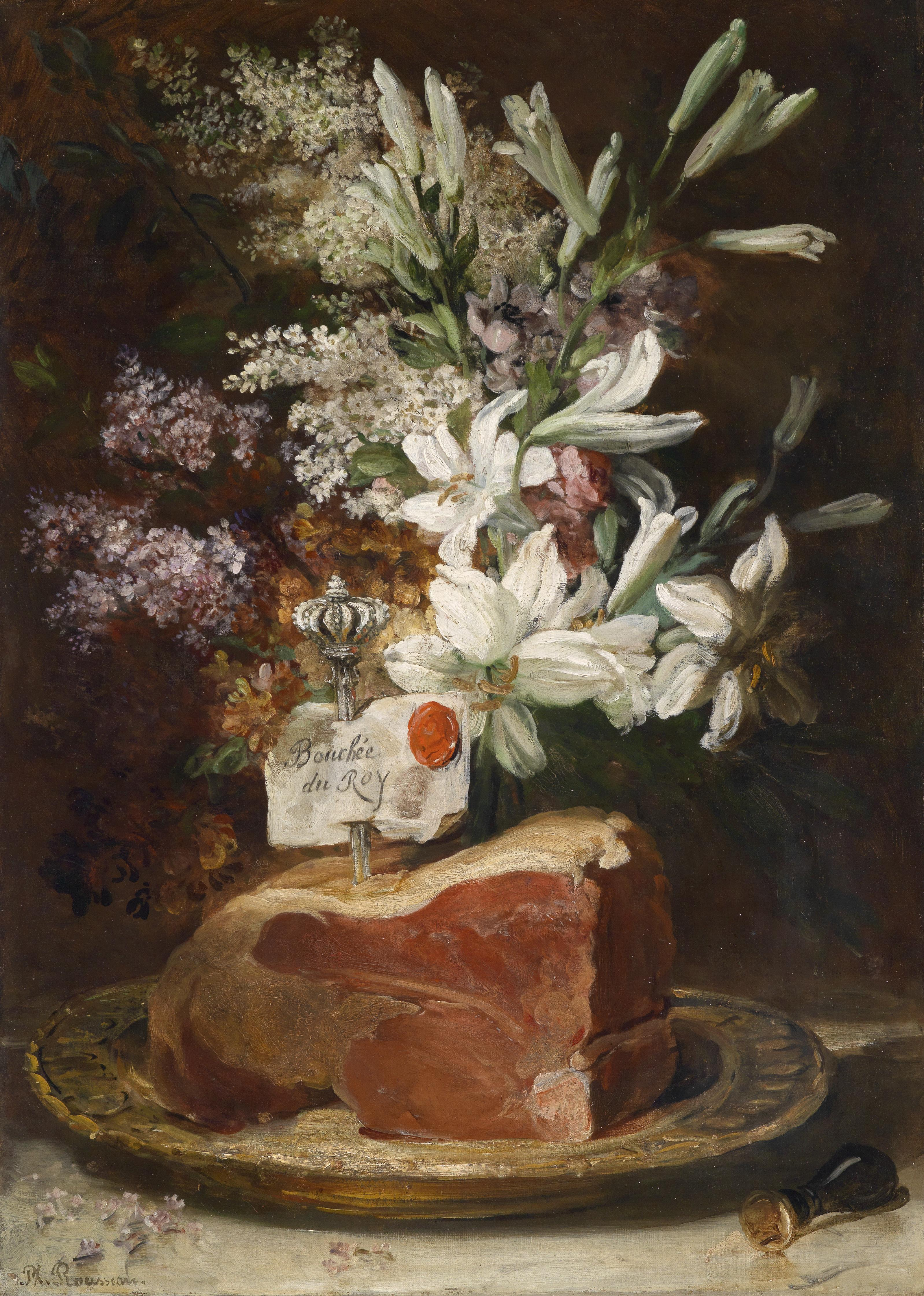
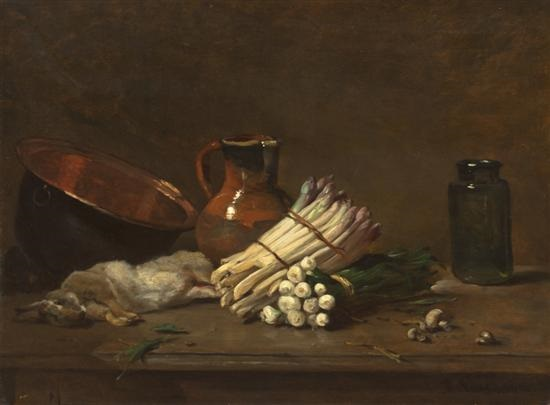
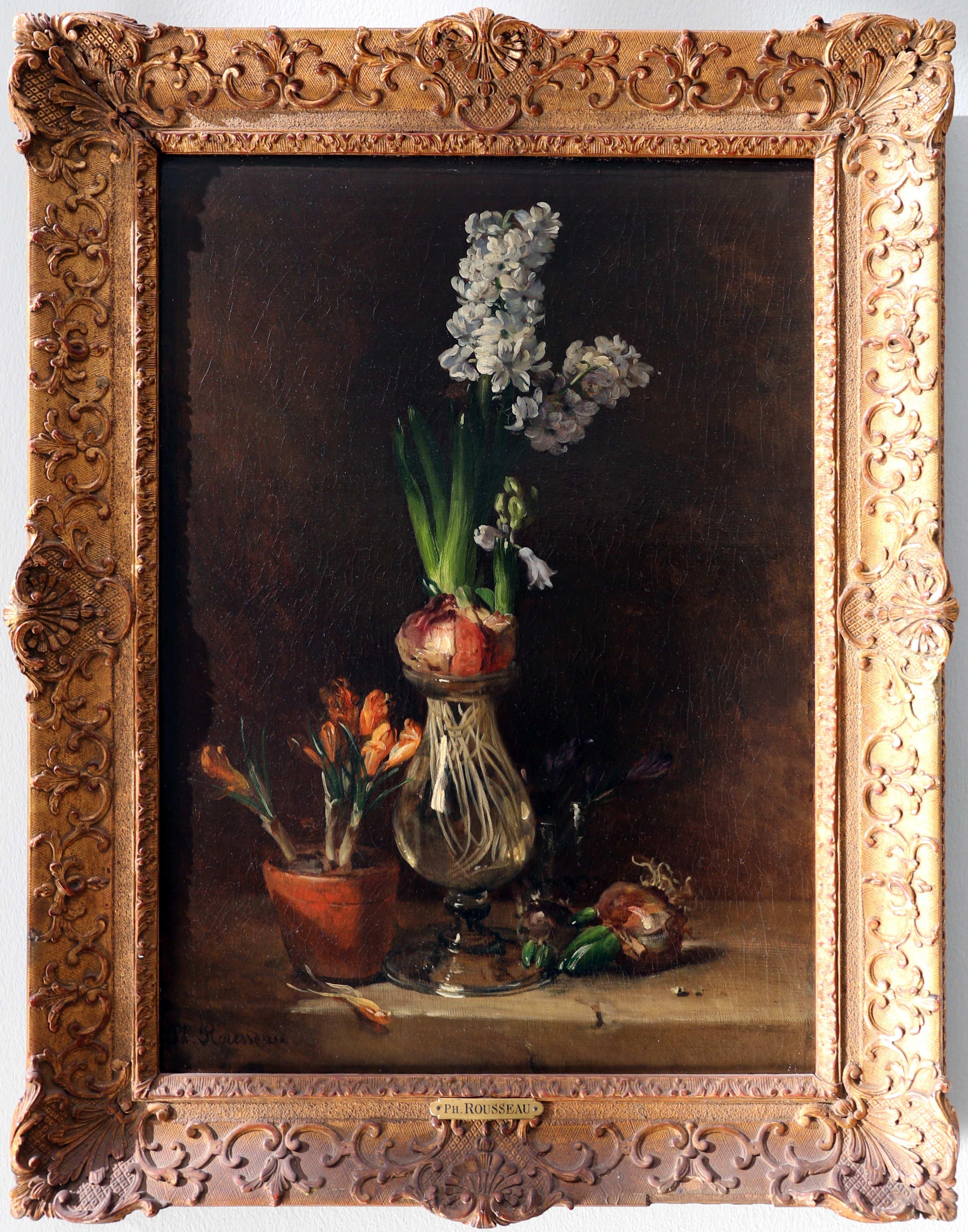